# Eugen Kuntz
Eugen Kuntz (* 6. März 1925 in Klingen; † 5. Februar 1998 in Karlsruhe) war von 1961 bis 1990 Professor und seit 1965 Ordinarius für Astronomische und Elektronische Geodäsie am Karlsruher Institut für Technologie.

## Leben
Auf seine Initiative hin begannen in den 1970er-Jahren intensive geodätisch-geophysikalische Forschungen am Untergrund des Oberrheingrabens – einem tektonisch gebildeten Sedimentbecken mit einer bewegten geologischen Vergangenheit und Gegenwart. Auch der Aufbau des Observatoriums Schiltach wurde von Kuntz vorangetrieben.
Bekannt war der Geodät außerdem durch zwei Fachbücher und viele Publikationen. Seine zahlreichen Dissertanten trugen den Ruf der Karlsruher Geodäsie in Länder auf allen Kontinenten und regten weitergehende Arbeiten mehrerer Institute (unter anderem TU München und Wien) über die Nutzung von Astrolabien und Erdkrusten-Geodynamik an.